# St.-Michaels-Kapelle (Marburg)

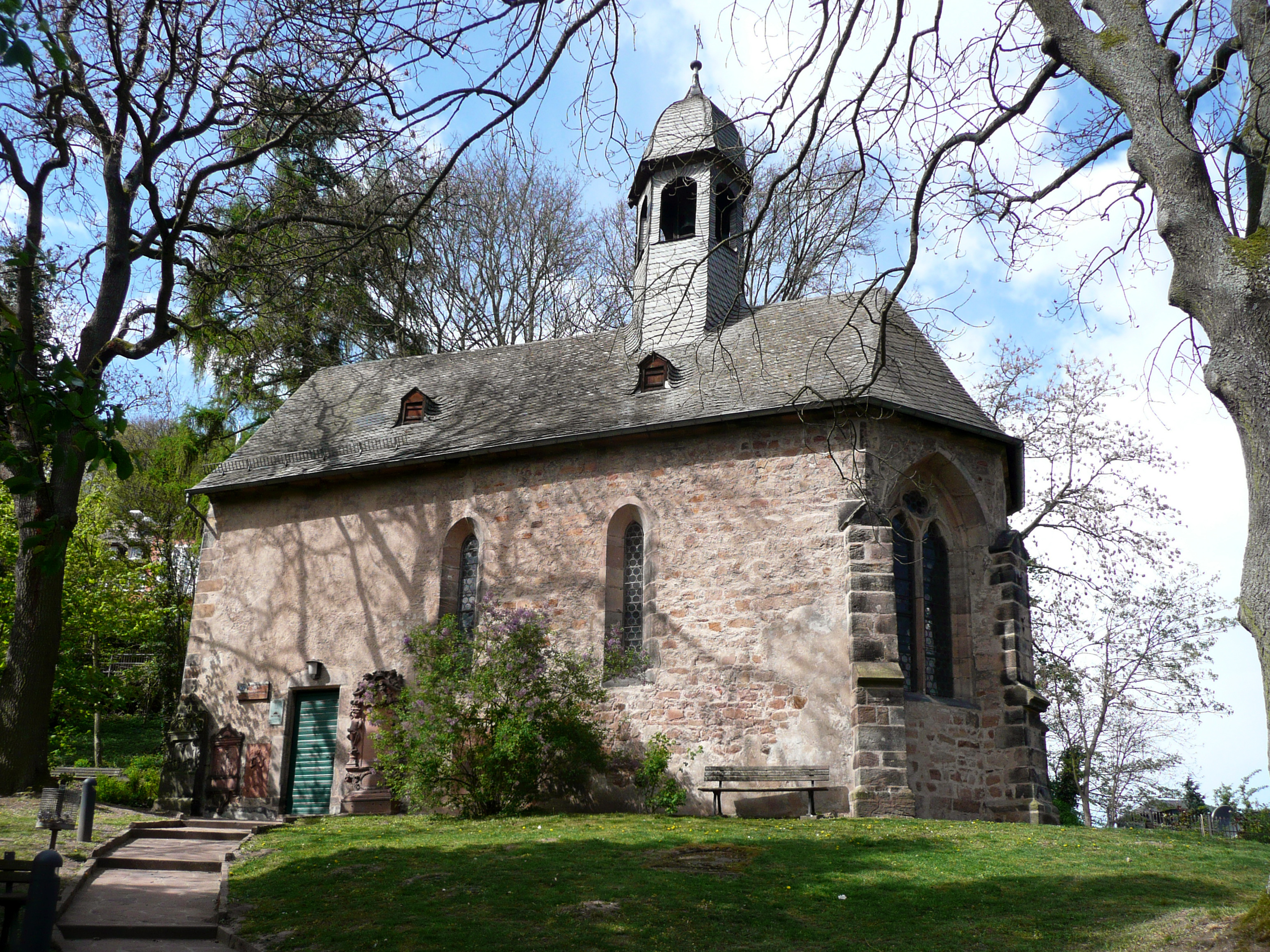
Ansicht der St.-Michaels-Kapelle von Südosten

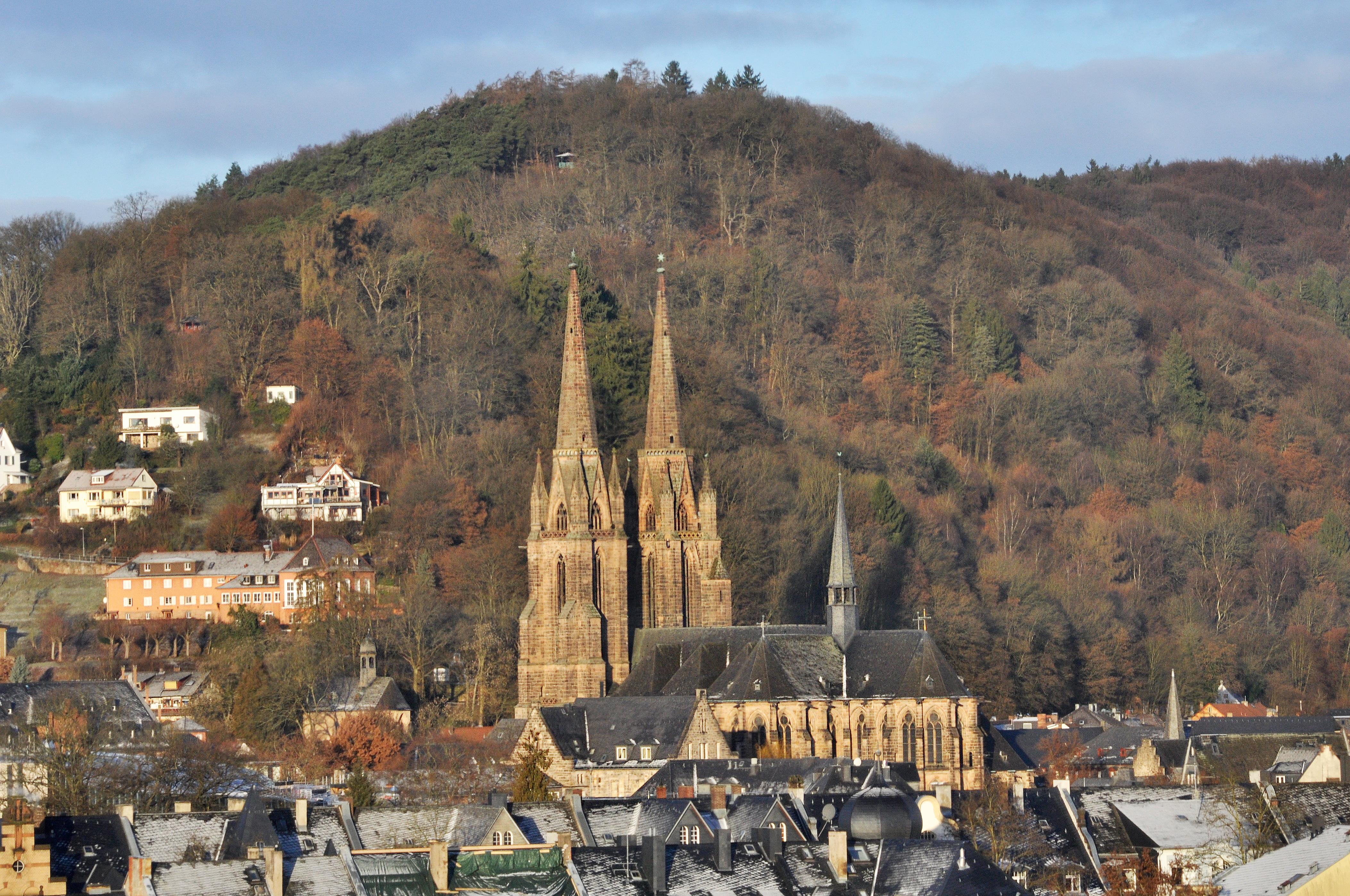
Lage der St.-Michaels-Kapelle links neben der Elisabethkirche vor der Augustenruhe (ca. 270 m) und der Kirchspitze (324 m)

Die St.-Michaels-Kapelle in Marburg (Schreibweise auch: „St. Michaelskapelle“), im Volksmund auch „Marburger Michelchen“ genannt, ist eine vom Deutschen Orden im Jahr 1270 erbaute gotische Pilger- und Friedhofskapelle gegenüber der Marburger Elisabethkirche.

## Lage
Die Kapelle befindet sich westlich der Elisabethkirche auf einer kleinen Anhöhe unterhalb der sogenannten Augustenruhe. Heute liegt sie oberhalb der Kreuzung von Elisabethstraße und Ketzerbach und ist über den Friedrich-Siebert-Weg erreichbar.

## Baubeschreibung

### Außenbereich
Die Kapelle wurde im gotischen Stil aus Bruchsteinen errichtet. Das Schieferdach wird gekrönt von einem Dachreiter mit welscher Haube. Die heutige Dachkonstruktion stammt aus dem Jahr 1583. Rund um den Bau, vor allem auf der Rückseite, finden sich aufgehängte Grabplatten vom alten Friedhof. Der heutige Eingang liegt auf der Südseite des Gebäudes, der auf der Nordseite ist zugesetzt. Die Apsis des Kirchenraums ist außen mit angesetzten Pfeilern hangabwärts verstärkt.

### Innenraum

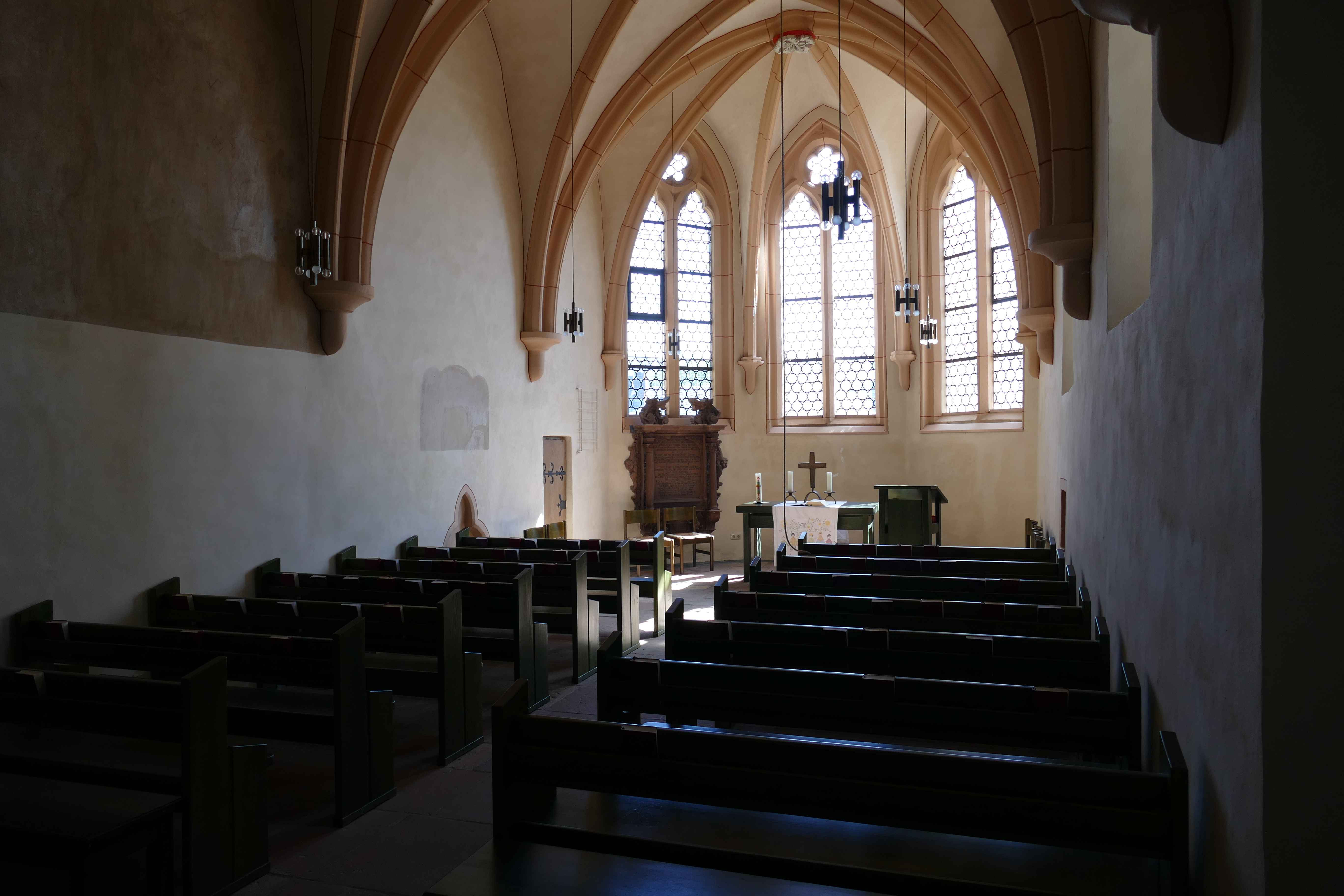
Innenansicht St.-Michaels-Kapelle, Richtung Altar

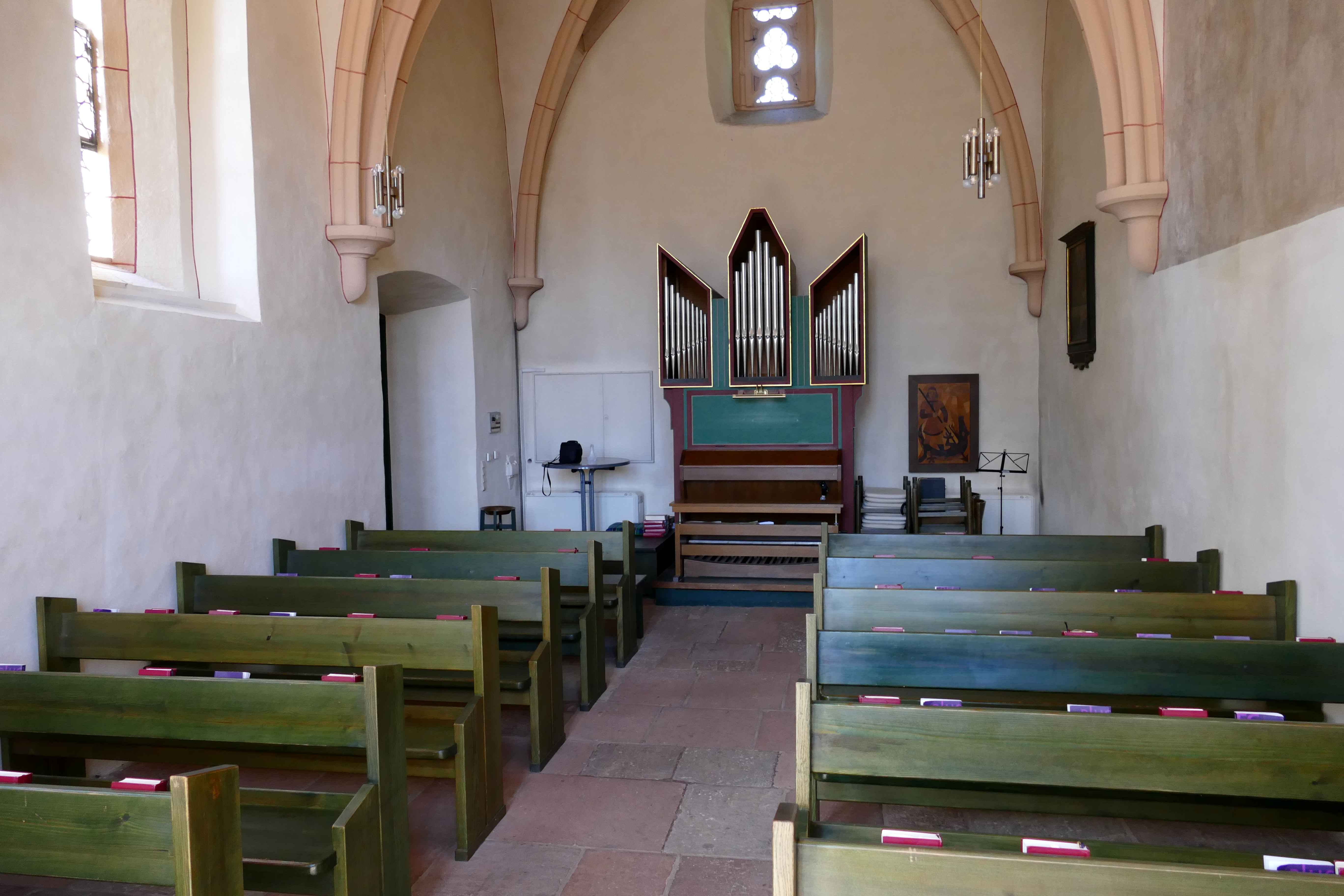
Innenansicht Richtung Orgel

Die Kapelle besteht aus einem einzigen Raum, eine kleine Luke gewährt den Zugang zum Dachstuhl, ein in das Kirchenschiff hängendes Seil lässt die Glocke läuten. Der einschiffige Bau (Saalkirche) ist dreijochig. Die Kreuzgewölbe werden jeweils von einem runden Schlussstein mit weißer floraler Dekoration auf buntem Grund abgeschlossen. Seitlich der Apis befindet sich eine zugesetzte Tür; früher befand sich dort wohl auch noch eine Empore. Die Apsis mit Fünfachtelschluss verfügt über drei große Bogenfenster, die Südwand über zwei weitere, die Nordwand geschlossen. Es handelt sich dabei um Maßwerkfenster, ähnlich wie die in der Elisabethkirche. An der Nordwand ist bei den Restaurierungsarbeiten, bei denen die Wände neu geweißt und die Steinbögen ausgebessert wurden, ein Gewölbebogen freigelassen worden. Dort sind die Überreste alter Bemalung, die 2009 entdeckte Darstellung des Heiligen Christophorus mit dem Christus-Kind im Arm, zu sehen. Im Steinboden unter den Sitzreihen finden sich vereinzelt alte Grabplatten, darunter die des Justus Vultejus. Unter dem linken Fenster der Apsis befindet sich ein aufwendig gestalteter Grabstein des Hochfürstlichen Werk- und Maurermeisters am Schloss, Johann Michael Walleber, und seiner Frau aus dem Jahr 1711. Gegenüber der Apsis und direkt hinter dem Eingang steht die Orgel der Kapelle. Werner Bosch baute das Positiv 1962 mit vier Registern auf einem Manual und angehängtem Pedal.

## Geschichte
Der Deutsche Orden erbaute die Kapelle 1268, ihre erste Erwähnung fand sie im selben Jahr in einer Urkunde des Mainzer Erzbischofs Werner von Eppstein. In dieser wurden demjenigen, welcher die Kirche besuchte, 40 Tage Bußstrafe erlassen. Die Weihe der Kirche erfolgte am 30. April 1270 durch Dietrich von Wierland, Bischof des Deutschen Ordens. Es gibt noch eine weitere Erwähnung in einem Ablassbrief aus dem Jahr 1271. Ab 1319 erhielt die Kapelle Spenden, mit denen unter anderem ein Altar und die auf dem Friedhof brennende ewige Lampe bezahlt wurden. Die Spenden kamen aus dem Umkreis des Deutschen Ordens und des lokalen Klerus. Der Altar wurde 1336 geweiht. In der folgenden Zeit gab es nur spärliche Informationen über die Geschichte der Kapelle. Von 1476 bis 1526 wurde sie von der Rosenkranzbruderschaft in Marburg für sonntägliche Gottesdienste genutzt. Bis zur Reformation wurde die Kapelle zudem auch als Hospitalkapelle genutzt.

### Nach der Reformation
Mit der Reformation fielen Kapelle und Friedhof als enteigneter katholischer Besitz an die Stadt Marburg. Vor allem der Friedhof wurde wieder notwendig, als 1530 der Friedhof der Pfarrkirche überfüllt war und man den sogenannten Michelshof wieder öffnen musste. Die Kapelle allerdings verfiel, bald gab es keine Fenster und Türen mehr, das Dach und sein Reiter waren schadhaft, infolgedessen beschädigte eindringendes Regenwasser die Kreuzgewölbe. Die Ruine, die sie nun war, wurde als Lagerraum für Heu und Holz benutzt, die Umfassungsmauer des Friedhofs als Steinbruch. Ab 1583 wurde mit der Restaurierung des Kapelle begonnen, die sich über Jahre hinzog, das Dach wurde repariert, der heute vorhandene Dachreiter aufgesetzt, der beschädigte Innenraum ausgebessert und mit neuen Bänken, einer Kanzel und einer Empore ausgestattet. Dies geschah maßgeblich aufgrund der Förderung und Finanzierung durch den Marburger Professor Petrus Nigidius. Allerdings verzichtete man auf eine Reparatur des Beinhauses, was zur Folge hatte, dass dieses 1628 abgebrochen werden musste, nachdem herabstürzende Teile ein darunterliegendes Haus schwer beschädigt hatten. Im 17. Jahrhundert waren nur noch die Bürger des Bezirkes des Deutschen Ordens angehalten, die St. Michaelskapelle zu nutzen, alle anderen gingen in die Marburger Pfarrkirche. Eine gewisse Bedeutung kam nochmal der Glocke der Kapelle zu, die seit 1653 für die Gottesdienste in der Pfarrkirche läuten musste, nachdem deren Glocke im Dreißigjährigen Krieg zerstört worden war. Um 1800 war der Zustand der Kapelle erneut so schlecht, dass ein Umbau in ein Krankenhaus diskutiert wurde.

### Restauration
Auch im 21. Jahrhundert wurden mehrfach Sanierungen im Innen- und Außenbereich der Kapelle vorgenommen. 2009 wurde bei der Sanierung des Innenraumes die oben bereits erwähnte Malerei auf der Nordwand entdeckt. 2020 wurde für etwa 250.000 Euro der Turm und die Turmhaube saniert. Dort hatte sich ebenso wie an einigen Stellen des Daches der Schieferbelag gelöst und musste ersetzt werden.

## Der Pilgerfriedhof

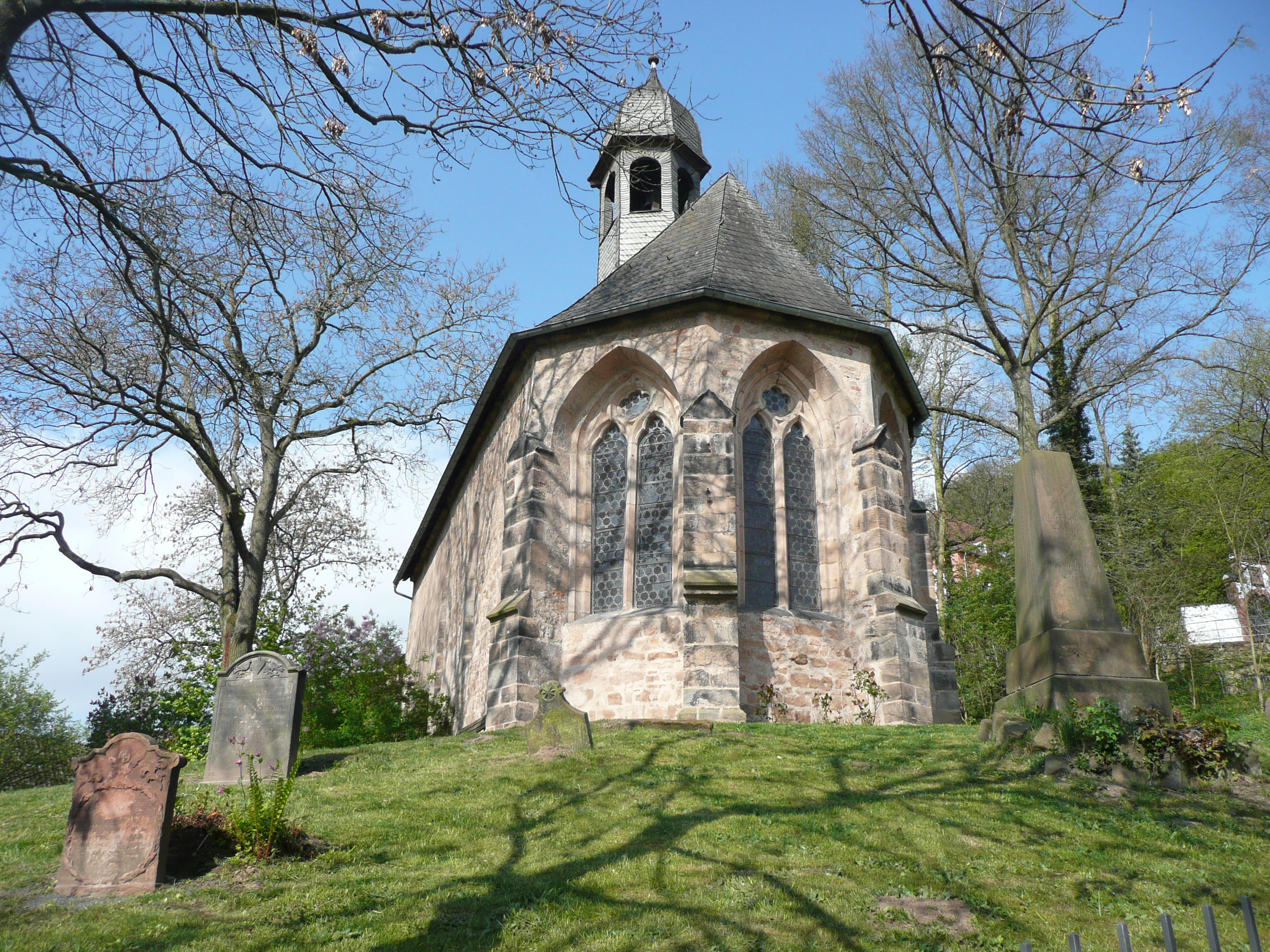
Michelchen mit Grabsteinen

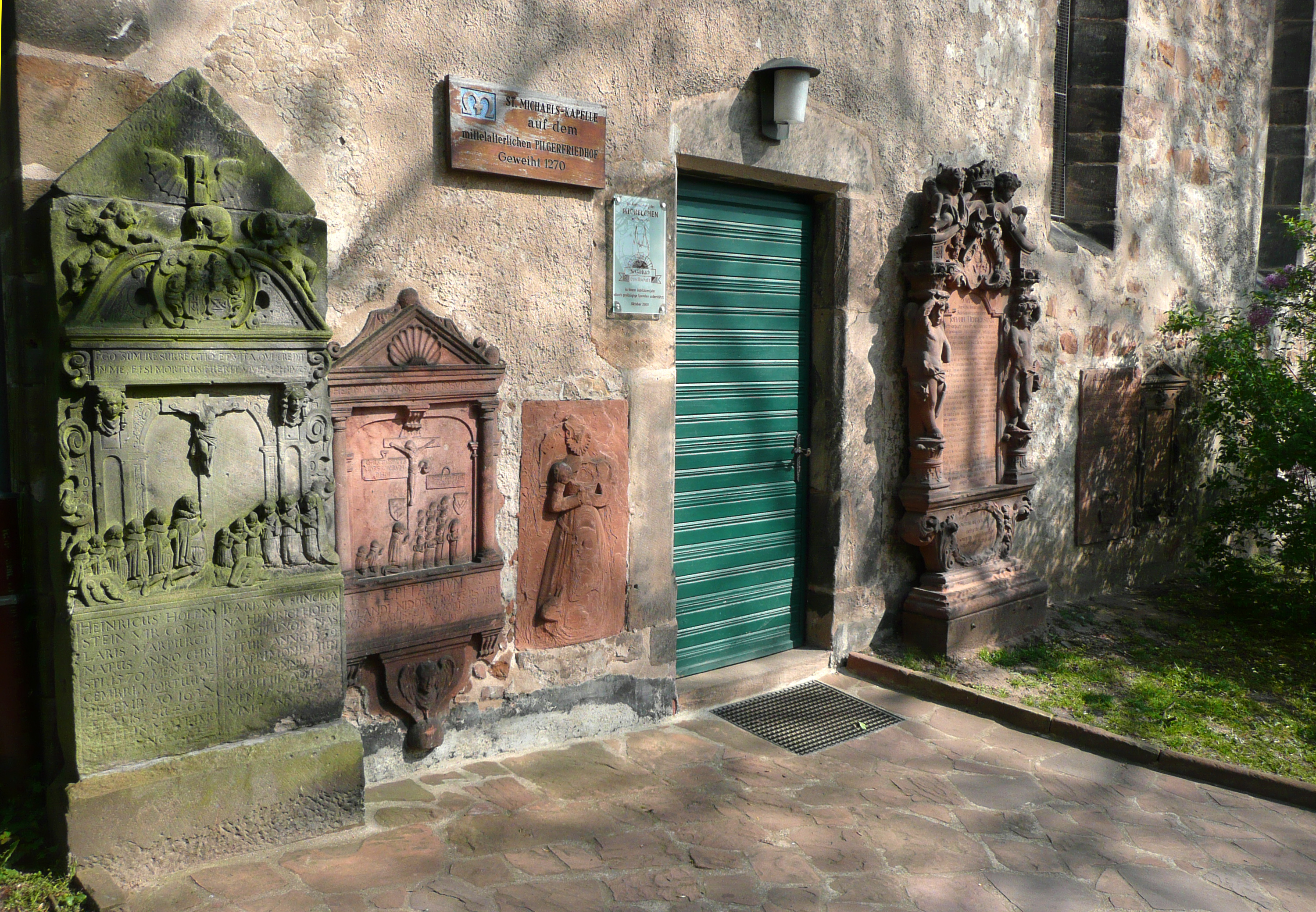
Eingang mit Epitaphien

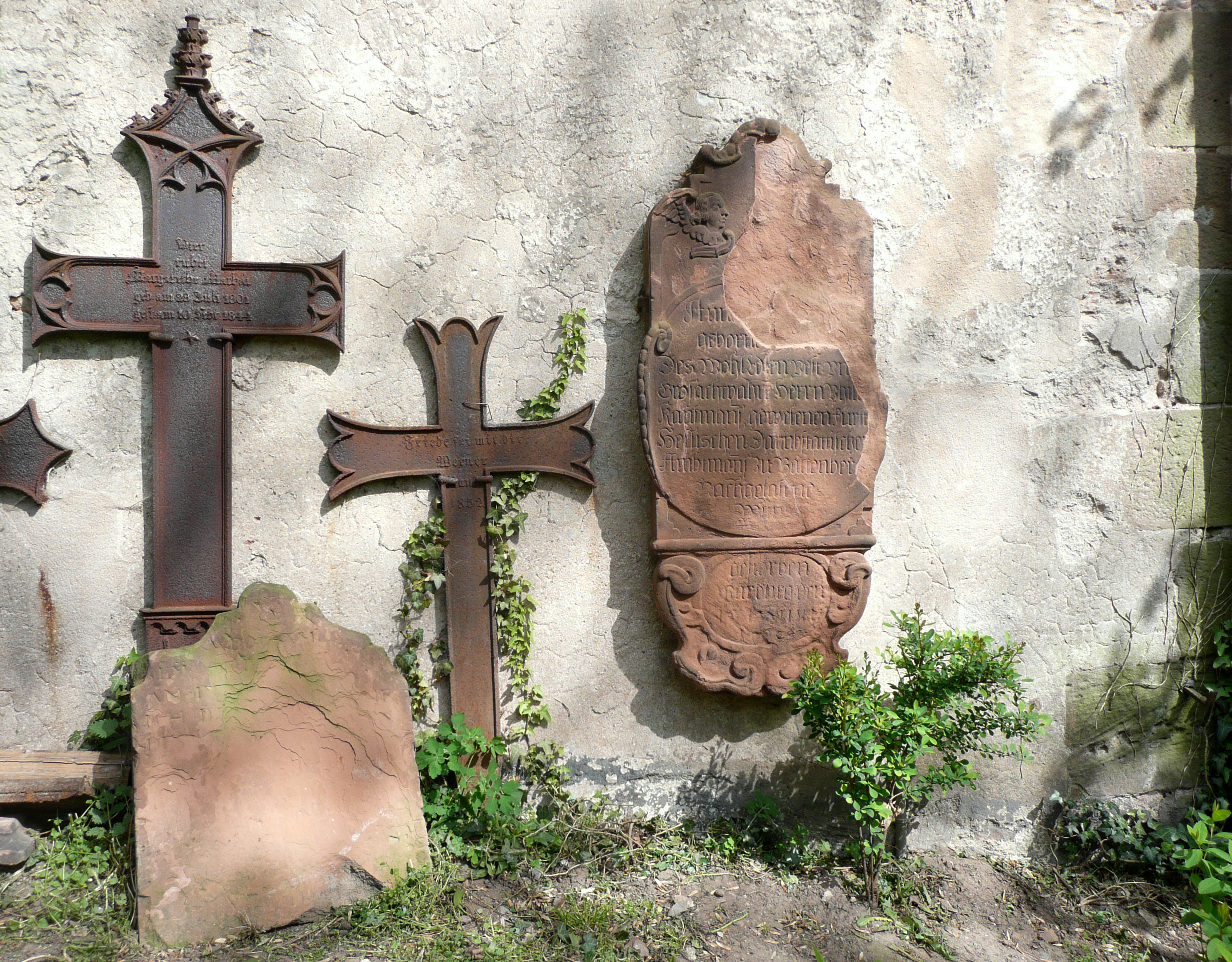
Grabkreuze an der Westwand

Auf dem kleinen, die Kapelle umgebenden Friedhof werden bis zum Jahr 1530 Pilger beigesetzt, in der Folgezeit auch Bewohner der Stadt Marburg. Der Friedhof wurde bis 1888 genutzt. Der älteste der teilweise noch heute erhaltenen Grabsteine und -platten stammt aus dem Jahr 1566. Bis zur Reformation wurden dort in Marburg verstorbene Pilger, Patienten des Hospitals sowie Mitglieder des Deutschen Ordens begraben. Die Pilger, die dort beerdigt wurden, starben in größerer Zahl an Krankheiten, deretwegen sie das Grab der Heiligen Elisabeth aufgesucht hatten. Diese Grabsteine wurden 1535 entfernt und zum Aufbau des Marburger Mönchsbrunnens genutzt. Die Weiternutzung des Friedhofes vom 16. bis ins 19. Jahrhundert zeigt sich in der Verwendung vieler verschiedener Stile und Formen von Grabsteinen; es finden sich Werke der Renaissance ebenso wie barocke und klassizistische Grabsteine. Unmittelbar nach der Reformation wurden viele Opfer des Englischen Schweißes und der Roten Ruhr dort beerdigt, da die anderen Marburger Friedhöfe überfüllt waren. 1865/7 wird der Friedhof (bis auf einzelne Ausnahmen in den Folgejahren) endgültig geschlossen.

## Künstlerische Rezeption
Die St. Michaelskapelle ist trotz ihrer Lage im „Schatten“ der Elisabethkirche vor allem im 19. Jahrhundert in Darstellungen von Marburg, aber auch einzeln in verschiedenen Werken zu finden. Eines der früheren Beispiele ist das Bild „Marburg von Nordwesten mit Elisabethkirche und Schloss“ des romantischen Architekturmalers Domenico Quaglio aus dem Jahr 1828. Das Bild zeigt eine stark romantisierte Darstellung Marburgs, mit einem hoch aufragenden Schloss in der Bildmitte, der Elisabethkirche links und als rechter Angelpunkt die St. Michaelskapelle. Die Kapelle sticht hier deutlicher hervor, als sie es im heutigen (und auch im damaligen) Stadtbild tat, was ihre Bedeutung unterstreicht. Das Bild hängt heute im Marburger Schloss.
Auch von dem in Marburg geborenen Illustrator und Grafiker Otto Ubbelohde sind zwei Ansichten der Kapelle bekannt, die eine ein Druck von 1887, die die Kapelle inmitten eines sehr verfallenen Friedhofs zeigt. Auch der Treppenaufstieg zur Kapelle ist verfallen, das Ganze ist inszeniert als idyllische, ruhige Landschaft. Auch das zweite Werk, eine Zeichnung von 1917, zeigt das Michelchen, davor spielende Kinder. Trotz der Idealisierung der Darstellungen ist der Verfall der Kapelle in dieser Zeit deutlich zu sehen.

## Nutzung der Kapelle heute
Die Kapelle ist für normalen Publikumsverkehr nicht zugänglich. Allerdings finden dort eine Reihe anderer Veranstaltungen wie Kindergottesdienste, Taufen und Trauungen und Konzerte statt. Die St. Michaelskapelle gehört zur evangelischen Elisabethkirchengemeinde Marburg als Teil des Kirchenkreises Marburg.

## Trivia
Die Kapelle wurde immer mal wieder mit einer Predigt von Martin Luther in Verbindung gebracht; Beweise hierfür fehlen, genauso kann man nicht sagen, ob unter Landgraf Philipp I. die Gebeine der Elisabeth von Thüringen auf den Friedhof der Kapelle umgebettet wurden. Die Gebeine der Elisabeth sind heutzutage nicht zu lokalisieren, es finden sich weit verstreut Reliquien, die mit Elisabeth in Verbindung gebracht werden.
1888 wurde zudem der Marburger Theologe Ernst Ranke, der Bruder des Historikers Leopold von Ranke auf dem Friedhof bestattet.
2022 enthüllte der Oberbürgermeister Thomas Spies das von der Ketzerbachgesellschaft gespendete Bronzemodell der Kapelle und ermöglicht blinden und sehbehinderten Menschen, Details des Gebäudes mit den Händen zu erfassen und Passanten auf die etwas versteckt liegende Kapelle aufmerksam zu machen.